# 袁應旂
袁應旂（1536年—？），字邦士，號東雩，江西南昌府豐城縣人，軍籍，明朝政治人物。

## 生平
嘉靖四十三年（1564年）甲子科江西鄉試第十六名舉人，隆慶五年（1571年）中式辛未科會試第三百二十七名，三甲第五十七名進士。礼部觀政，授福建永安縣知縣，次年调任金华知县，卒于官。

## 家族
曾祖袁習治，遇例冠帶；祖父袁時理；父袁魚。母吳氏。慈侍下。